# Physikalische Zeitschrift
Physikalische Zeitschrift (в переводе с немецкого — Физический журнал) — немецкоязычный рецензируемый научный журнал, издававшийся с 1899 по 1945 год издательством S. Hirzel Verlag.
Журнал известен тем, что в нём были опубликованы несколько фундаментальных физических работ, оказавших большое влияние на развитие современной физики. В частности, именно в этом журнале были опубликованы работы В. Кауфмана (1902) и А. Бухерера (1908), в которых были представлены результаты экспериментов по определению зависимости инертных свойств тел от их скорости, которые легли в основу разработанной Альбертом Эйнштейном специальной теории относительности. В 1909 году Эйнштейн опубликовал в Phys.Z. «Entwicklung unserer Anschauungen über das Wesen und die Konstitution der Strahlung» («О развитии понимания природы и механизмов излучения»). В разное время редактором журнала работали различные учёные, в частности Петер Дебай.